# Liu An
 (février 2020).
Si vous disposez d'ouvrages ou d'articles de référence ou si vous connaissez des sites web de qualité traitant du thème abordé ici, merci de compléter l'article en donnant les références utiles à sa vérifiabilité et en les liant à la section « Notes et références ».
Cette page contient des caractères spéciaux ou non latins. S’ils s’affichent mal (▯, ?, etc.), consultez la page d’aide Unicode.
Liu An (chinois simplifié : 刘安 ; chinois traditionnel : 劉安 ; pinyin : liú ān, -179 – -122) était un grand féodal chinois, roi de Huainan (淮南王) sous les Han Occidentaux. Sa capitale se trouvait à Shouchun (寿春 / 壽春), actuel xiàn de Shòu 寿县 / 壽縣) dans l'Anhui. Membre de la famille impériale, ses ancêtres venaient de Pei (沛) dans le xiàn de Fēng (丰县 / 豐縣) au Jiangsu. Son père, Liuchang (劉長) était fils de Gaozu, fondateur de la dynastie, et roi Li de Huainan (淮南厲王). À sa mort, l'empereur avait divisé le fief entre ses trois fils. C’est ainsi que Liu An reçut à 16 ans le titre de roi de Huainan, Liu Bo (劉勃) celui de roi de Xishan (稀山) et Liu Ci (劉賜) celui de roi de Lujiang (廬江).

## LeHuainanzi
Selon les historiographes de la dynastie, Liu An n’aimait guère la chasse ni la guerre, s'intéressant surtout à l’alchimie et aux lettres, particulièrement au Zhuangzi et aux auteurs de l’ancien État de Chu comme Qu Yuan dont il commenta un poème, le Lisao. Il avait rassemblé autour de lui de nombreux spécialistes de divers domaines qu'il mit au travail pour la rédaction du Honglie ou Vastes lumières (鴻烈), plus couramment appelé Huainanzi, sorte d'encyclopédie des connaissances de l'époque qu'il présenta à l’empereur Wudi en -139. Parmi son entourage de conseillers, sont mieux connus Su Fei (蘇飛), Li Shang (李尚), Zuo Wu (左吳), Tian You (田由), Lei Bei (雷被), Wu Bei (伍被), Mao Bei (毛被) et Jin Chang (晉昌), appelés les huit seigneurs (八公, bā gōng, qui a donné le nom au mont Bagong de l'Anhui).

## Ambitions politiques
À partir de la mort de Gaozu, les rois des fiefs périphériques prirent de plus en plus d’indépendance et de nombreuses rébellions armées ou tentatives de complot se produisirent. Le père de Liu An lui-même était mort après s’être rebellé contre l’empereur. Le nouveau roi de Huainan, bien que peu porté sur les armes, n'était pas dénué d’ambition politique, et son entourage attendait beaucoup de lui. Selon Sima Qian, sa première velléité de révolte daterait de la sixième année du règne de Wudi où apparut une comète, présage de changement de pouvoir. Ses conseillers l’auraient alors pressé de lever une armée ; Wudi n'avait à l’époque pas encore d'héritier. Liu An hésita et laissa passer sa chance. Une deuxième occasion se présenta lorsque l'empereur priva son fils Liu Qian (劉遷) de fief pour inconduite. Liu An détermina un plan de campagne avec l'un de ses conseillers principaux, le stratège Wu Bei. Néanmoins, quand le plan fut prêt il se remit à hésiter. Déçu par son manque de détermination, Wu Bei décida de l'abandonner et le dénonça à Wudi en 123 av. J.-C. En 122 av. J.-C., une expédition punitive fut envoyée contre lui. Liu An se suicida. 
Il fut enterré au pied de la face sud du mont Bagong (八公山), mont des Huit seigneurs (en mémoire de ses huit conseillers), situé à 1,5 km au nord du comté de Shou, dans une tombe tournée vers la rivière Fei (淝水). En 1989, elle fut restaurée et le site, aménagé, est devenu un lieu touristique. 

## Légende
Amateur de la littérature aux résonances chamaniques de la région de Chu, intéressé par l'alchimie et les techniques d'immortalité, le roi de Huainan a laissé beaucoup de légendes dans le folklore taoïste et la région où il vécut. 
Lui-même et ses huit conseillers seraient devenus immortels, et on montre sur le mont Bagong les traces de l'endroit d'où ils se sont envolés. Selon une version, un vieillard serait venu le trouver après la dénonciation de Wu Bei (一人得道雞犬上天, yīrén dédào jīquǎn shàngtiān) pour lui remettre une potion d’immortalité. Il l’aurait partagé avec sa famille, son entourage et ses serviteurs ; les chiens et poules ayant fini les restes, ils se seraient envolés avec le reste de la maisonnée. Cette légende, qui sera reprise pour d’autres taoïstes, est à l’origine de l’expression : « Quand une personne obtient le Dao, [même] ses poules et ses chiens montent au ciel » (l'ensemble du groupe bénéficie de la promotion d’un de ses membres).
Le Běncǎo gāngmù (本草纲目 / 本草綱目, « classement des herbes médicinales »), important traité médical des Ming, lui attribue l'invention du tofu lors d’une expérience alchimique. Il existe d'ailleurs un « village du tofu » (豆腐村, doùfǔcūn) au pied du mont Bagong. 

## Œuvres
- Liu Han, du monde des hommes, extrait du Huainan zi (Philosophes taoïste, volume II, "Bibliothèque de la Pléiade", Éditions Gallimard), folio sagesses, 2013.